# أمواج البر
أمواج البر هو فيلم تلفزي مغربي من إخراج محمد إسماعيل سنة 2001، وبطولة كل من سعيد باي، خلود البطيوي، إدريس الروخ، ثريا جبران، محمد مجد، محمد البسطاوي، وآخرون.

## القصة
«حميدة» شاب يترك والدته كي يسافر إلى مدينة الدار البيضاء حيث صديقه «العربي»، الذي سيساعده في إيجاد عمل، حيث سيوفر له المبيت والشغل، ولكن مع ذلك سيواجه الكثير من المشاكل خلال وجوده في العاصمة الاقتصادية، آخرها اكتشافه مجال عمل صديقه (تاجر مخدرات).

## روابط خارجية
- أمواج البر على موقع IMDb (الإنجليزية)
- أمواج البر على موقع قاعدة بيانات الأفلام العربية